# Saubogen
Saubogen är en sjö i Åre kommun i Jämtland och ingår i Indalsälvens huvudavrinningsområde. Sjön har en area på 0,356 kvadratkilometer och ligger 708,7 meter över havet. Sjön avvattnas av vattendraget Järvdalsbäcken.

## Delavrinningsområde
Saubogen ingår i det delavrinningsområde (700644-139263) som SMHI kallar för Ovan 700999-139421. Medelhöjden är 677 meter över havet och ytan är 29,68 kvadratkilometer. Det finns inga avrinningsområden uppströms utan avrinningsområdet är högsta punkten. Järvdalsbäcken som avvattnar avrinningsområdet har biflödesordning 3, vilket innebär att vattnet flödar genom totalt 3 vattendrag innan det når havet efter 286 kilometer. Avrinningsområdet består mestadels av skog (75 procent) och kalfjäll (18 procent). Avrinningsområdet har 0,67 kvadratkilometer vattenytor vilket ger det en sjöprocent på 2,2 procent.